# Maya Krishna Rao
 (août 2023).
Maya Krishna Rao, née en 1953, est une artiste de théâtre, une humoriste et une militante sociale indienne. Elle est récipiendaire du prix Sangeet Natak Akademi en 2010, qu'elle a rendu cinq ans plus tard, citant la croissance de l'intolérance en Inde.

## Biographie
Né en 1953 à New York, Maya a déménagé très jeune en Inde. Elle a été inspirée par sa mère, Bhanumathi Rao, associée au théâtre malayalam dans les années 1960. Rao a étudié à la Modern School de New Delhi. Elle a obtenu sa licence à la Miranda House, à Delhi, et a obtenu une maîtrise en sciences politiques de l'Université Jawaharlal Nehru, également à Delhi. Maya Krishna Rao est une diplômée en arts du théâtre de l'Université de Leeds. Elle réside actuellement avec sa famille, à Delhi.
Rao est un artiste Kathakali formée. Elle a reçu une formation auprès de Mampuzha Madhava Panicker et Sadanam Balakrishnan.
Dès ses années d'université, Rao a été profondément influencée par le mouvement de gauche. Elle a été professeure agrégée au département de théâtre à l'école nationale d'art dramatique de New Delhi entre 1985 et 1990 et a continué comme enseignante invitée par la suite. En 2013, elle a été nommée professeur à l'université Shiv Nadar de Delhi, où elle a conçu et enseigné un programme de diplôme d'études supérieures. Les pièces de Maya sont caractérisées par des thèmes sociopolitiques. Ses premières pièces incluent Om Swaha, une critique de la dot, et Dafa No. 180, une interprétation de la loi indienne sur le viol. Ses pièces d'artiste solo incluent Ravanama, Are You Home Lady Macbeth?, A Deep Fried Jam et Heads Are Meant for Walking Into. Sa pièce de 2012, Walk, était basée sur le viol collectif de Delhi en 2012.
Rao a reçu le prix Sangeet Natak Akademi pour sa contribution au théâtre indien en 2010. À la suite de l'incident de lynchage collectif de Dadri en 2015, elle a rendu le prix en invoquant la « montée de l'intolérance » en Inde. Maya Krishna Rao est la première artiste à renoncer à ce prix.

## Pièces
- Femme lâche[6]
- Om Swaha
- Dafa n°180
- Khol Do[5]
- Une confiture frite[5]
- Les têtes sont faites pour entrer[5]
- Rue de qualité[5]
- Le spectacle de bien-être non-stop[5]
- Hand Over Fist – perspectives sur les masculinités[5]
- Lady Macbeth revisitée[5]
- Ravanama[5]
- Marcher[5]
- Pas en mon nom[4]